# کای‌نتم
کای‌نتم (به لاتین: Kié-Ntem) یک منطقهٔ مسکونی در گینه استوایی است که در Río Muni واقع شده‌است. کای‌نتم ۳٬۹۴۳ کیلومتر مربع مساحت و ۱۸۳٬۶۶۴ نفر جمعیت دارد.